# Mit'hat Frashëri
Pour les articles homonymes, voir Frashëri.

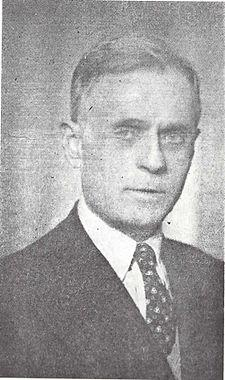
Mit'hat Frashëri

Mit'hat Bey Frashëri (également connu sous le surnom de Lumo Skëndo) (25 mars 1880, Ioannina, Empire ottoman -- 3 octobre 1949, New York, Long Island) est un diplomate, écrivain et homme politique albanais. 

## Biographie
Mid'hat bey Frashëri est le fils d'un homme politique albanais du XIXe siècle, Abdyl Frashëri, et le neveu des poètes Naim Frashëri et Sami Frashëri. Né à Janina (aujourd'hui Ioannina) en 1883,  il grandit à Istanbul.  Sa famille est impliquée dans le mouvement nationaliste albanais. Entre 1905 et 1910, abandonnant ses études de pharmacologie, il travaille pour l'administration ottomane dans le vilayet de Salonique. En utilisant des noms de plume Lumo Skendo, il écrit pour divers organes de presse albanais. 
Il participe au Congrès de Monastir en 1908, et est l'un des cinquante délégués qui contribuent à former l'alphabet albanais moderne, un travail de propositions animé notamment par Parashqevi Qiriazi. L'année suivante, il commence à l'édition d'un magazine culturel mensuel intitulé Diturija.
Il est l’un des pères de l’indépendance de l’Albanie en 1912. Il hérite des archives de l’albanologue et paléontologue Franz Nopcsa. Il est présent dans les gouvernements albanais d'entre-deux-guerres. Il est titulaire de plusieurs postes ministériels, puis représente l'Albanie de 1922 à 1926 aux États-Unis et en Grèce.
L'Italie envahit l'Albanie le 7 avril 1939. Le roi Zog Ier s'enfuit au Royaume-Uni. Il n'est pas considéré durant la Seconde Guerre mondiale comme un allié, le Royaume-Uni ayant reconnu l'annexion de l'Albanie dans une dernière tentative pour empêcher l'Italie de se joindre à l'Allemagne dans la guerre qui approchait. Le roi italien, Victor-Emmanuel III, est déclaré roi d'Albanie et d'une administration de type fasciste est installée à Tirana. Des mouvements de résistance se créent, dont le Balli Kombëtar  (PBK ; Partia Balli Kombëtar) ou Parti du Front National dirigé par Mid'hat bey Frashëri et Ali Këlcyra. En juillet 1943, Mussolini est renversé en Italie. Des forces allemandes s'installent en Albanie, contiennent les mouvements de résistance, dont celui mené par Enver Hoxha, et tentent de mettre en place un gouvernement albanais neutre. Les Allemands ne se retirent qu'en septembre 1944. Enver Hoxha instaure un régime communiste.
En juillet 1949, exilé à New York, Mid'hat bey Frashëri est nommé président du Comité pour une Albanie libre (Committee for Free Albania), un organisme politique lié au MI6 britannique qui regroupe divers mouvements d'opposition au régime  de Enver Hoxha. 
Il meurt mystérieusement d'une crise cardiaque le matin du 3 octobre 1949, au moment même où la première équipe de résistants albanais, dans le cadre du projet Valuable MI6-CIA, débarque sur la côte de son pays,.

### Journaux
- Rédaction Le Monde, « La création d'un comité de l'Albanie libre est accueillie favorablement dans les capitales occidentales », Le Monde,‎ 29 août 1949 (lire en ligne).
- Serge Karsky, « L'Albanie d'Enver Hodja est un otage dans les mains de Tito », Le Monde,‎ 15 février 1950 (lire en ligne).

### Webographie
- Notices dans des dictionnaires ou encyclopédies généralistes :   - Biographisches Lexikon zur Geschichte Südosteuropas
  - Britannica
  - Deutsche Biographie
  - Enciclopedia De Agostini
  - Treccani
- Notices d'autorité :   - VIAF
  - ISNI
  - IdRef
  - LCCN
  - GND
  - Pays-Bas
  - WorldCat
- (en) Photographie de Midhat Frashëri sur un site consacré à Dayrell Oakley Hill